# La máquina de los sueños
La máquina de los sueños es una novela costarricense de ciencia ficción del escritor Daniel Garro. La novela ganó el Premio Carmen Lyra de la Editorial de Costa Rica.

## Sinopsis
La trama se desarrolla en una ciudad futurista administrada por una máquina gigantesca con forma de hongo la cual roba los sueños de los jóvenes de doce años y les implanta sueños artificiales para decidir a qué profesión se dedicará cada uno por el resto de sus vidas. La Máquina almacena los sueños robados para tratar de adquirir una personalidad propia. Un grupo de jóvenes rebeldes, liderados por un misterioso muchacho con todo tipo de poderes mágicos, se niega a asistir a su cita con la Máquina a los doce años y emprende una rebelión en contra de ella.